# Leichtathletik Datenverarbeitung
Die Leichtathletik Datenverarbeitung (kurz: LADV) ist eine deutsche Datenbank für Wettkampfausschreibungen, Ergebnisse, Meldungen, Bestenlisten und Athleten-Statistiken aus der Leichtathletik. Sie wird ehrenamtlich betrieben.

## Geschichte
2007 startete LADV als Ergebnisdienst des Württembergischen Leichtathletik-Verbandes. Mit der Athletenverwaltung 2009, Online Meldungen 2010 startete eine kontinuierliche Weiterentwicklung und deutschlandweite Verbreitung von LADV, die sich bis heute fortsetzt.
Am 17. Dezember 2019 wurde die 20-Millionen-Besuchermarke überschritten.

## Angebot
LADV sammelt Wettkampfergebnisse aus ganz Deutschland. Mit den vorhandenen Daten können Bestenlisten erstellt werden.
Überdies können Ausschreibungen, Zeitpläne und Meldungen von anstehenden Leichtathletik-Wettkämpfen und Straßenläufen erfasst, eingesehen und aktualisiert werden. Des Weiteren können über die Webseite auch Athleten zu Wettkämpfen gemeldet werden.

Logo der SELTEC GmbH

Ergebnislisten konnten direkt aus dem Leichtathletik-Programm SELTEC Track & Field 3 als XML-Datei importiert werden. Seit 2021 können sie aus der DLV Veranstaltungsdatenbank (DVD) bezogen werden. Leistungen aus PDF-Dateien können nicht eingelesen werden. Zudem leitet die Seite bei Veranstaltungen und Verbänden, die nicht direkt mit LADV verknüpft sind, zur Ergebnisseite des Deutschen Leichtathletik-Verbandes (SELTEC).
Für Android existierte eine App ladv2go bei Google Play.